# Pyripnoa
Pyripnoa es un género de lepidópteros perteneciente a la familia Noctuidae. Es originario de Australia.

## Especies
- Pyripnoa auricularia Lucas, 1894
- Pyripnoa pyraspis Meyrick, 1891
- Pyripnoa sciaptera Lower, 1903